# جودي كوين
جودي كوين هي كاتِبة وصحفية وشاعرة كندية، ولدت في 1974 في مدينة كيبك في كندا.